# Psaenythia penningtoni
Psaenythia penningtoni är en biart som beskrevs av Holmberg 1921. Psaenythia penningtoni ingår i släktet Psaenythia och familjen grävbin. Inga underarter finns listade i Catalogue of Life.